# Nepenthes maxima
Nepenthes maxima är en tvåhjärtbladig växtart som beskrevs av Caspar Georg Carl Reinwardt och Christian Gottfried Daniel Nees von Esenbeck. Nepenthes maxima ingår i släktet Nepenthes och familjen Nepenthaceae. Inga underarter finns listade i Catalogue of Life.

## Bildgalleri

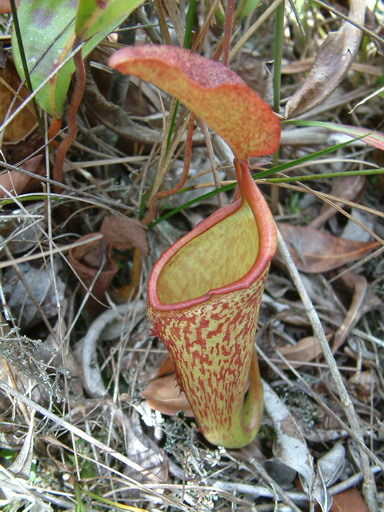
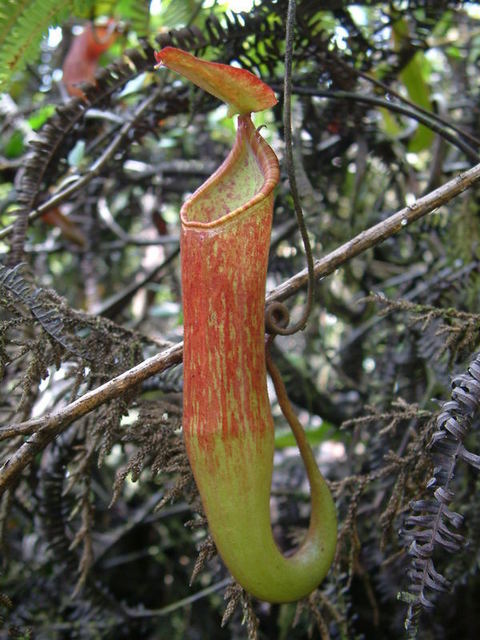
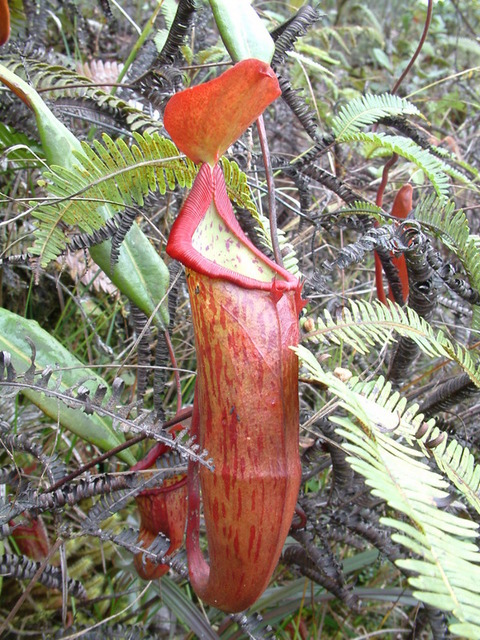
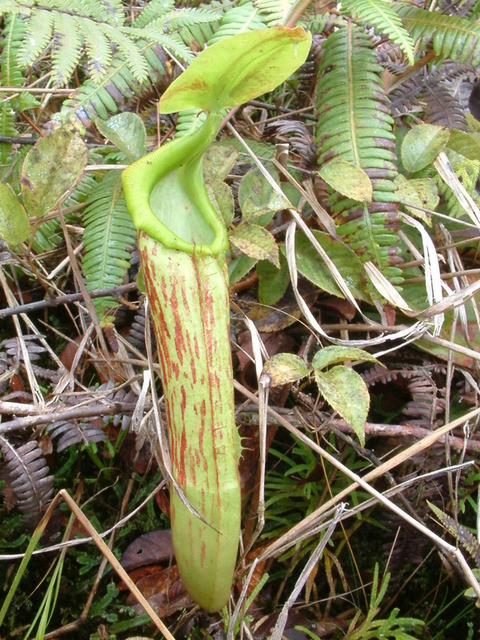
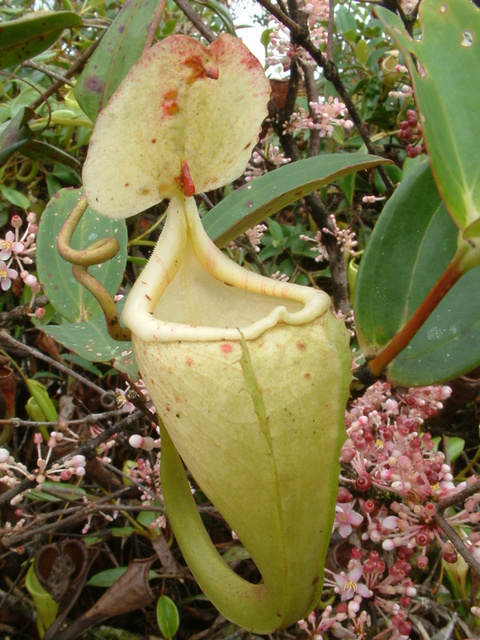
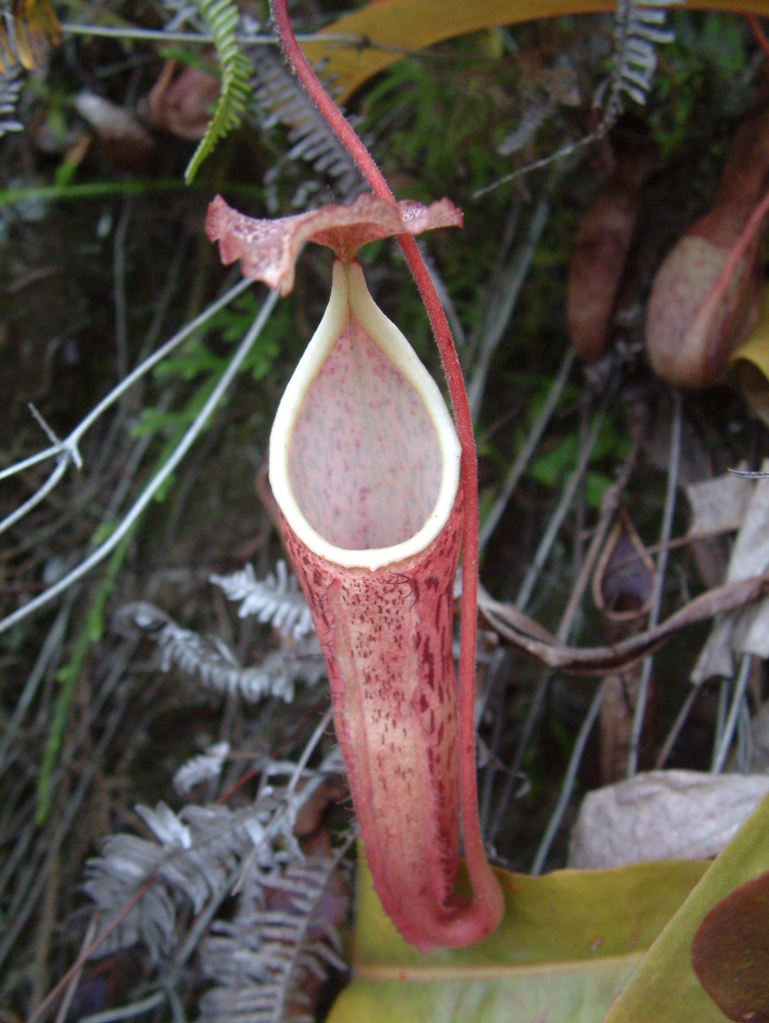